# Monumento a los Caídos por España
El monumento a los Caídos por España, llamado antes de 1985 obelisco o monumento a los Héroes del Dos de Mayo, se encuentra en la plaza de la Lealtad de Madrid, junto al paseo del Prado.

## Historia

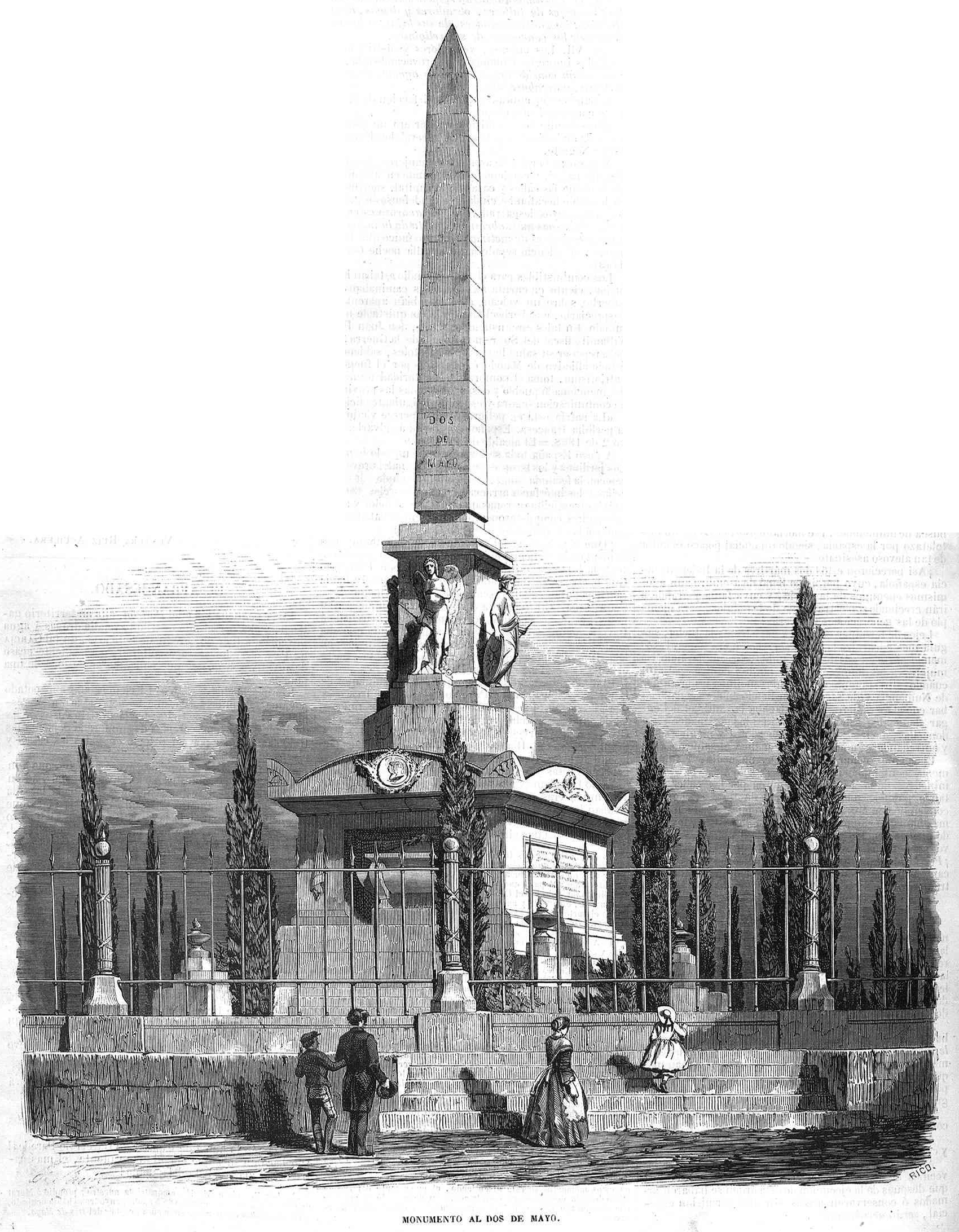
Monumento al Dos de Mayo, en El Museo Universal, 1858.

Tras varios intentos de crear un monumento en homenaje a todos los luchadores anónimos muertos durante el levantamiento del 2 de mayo de 1808, en 1820 se convocó un concurso a tal efecto. Se resolvió al año siguiente, siendo el ganador el proyecto del arquitecto Isidro González Velázquez. El 21 de abril de 1821 se colocó la primera piedra, parándose la construcción tras la vuelta del absolutismo a España. No será hasta 1836 cuando se reemprenda, celebrándose finalmente la inauguración el 2 de mayo de 1840, coincidiendo con la efeméride del acontecimiento.
En 1842 fueron enterrados en este monumento los restos de Daoiz y Velarde.
El 22 de noviembre de 1985, el rey Juan Carlos I reinauguró el monumento, pasando a dedicarse a todos los caídos por España, en cuya memoria se colocó una llama alimentada por gas que arde permanentemente; con una excepción de carácter anecdótico a principios de los años 1990, cuando el suministro se cortó a causa de un impago por parte del Ministerio de Defensa, que sufría por aquel entonces un enorme recorte presupuestario.
Se homologaba así a los numerosos memoriales levantados alrededor del mundo con carácter de símbolo nacional y que toman frecuentemente el nombre de Tumba del soldado desconocido.

## Descripción
La obra se erige en el mismo sitio donde el general Murat mandó fusilar a numerosos madrileños después del 2 de mayo de 1808.

Llama permanente a los caídos por España

El cuerpo que sirve de base cuadrada al monumento tiene en su cara oeste un zócalo que alberga un sarcófago. Más arriba, el remate superior de la base presenta un medallón en bajorrelieve con las efigies de los capitanes Luis Daoíz y Pedro Velarde. Sobre la base descansa otro cuerpo de menores dimensiones en cuyos cuatro frentes hay sendas estatuas alegóricas representando la Constancia, el Valor, la Virtud y el Patriotismo. Finalmente, se erige un obelisco de piedra de 5,6 metros de altura. En la base frontal, figura la inscripción, en letras doradas, "HONOR A TODOS LOS QUE DIERON SU VIDA POR ESPAÑA".